# 魏克曼冰原島峰
76°30′S 143°59′W / 76.500°S 143.983°W
魏克曼冰原島峰（英語：Weikman Nunataks）是南極洲的冰原島峰，位於瑪麗伯德地，處於巴爾肯冰川和巴爾肯冰川之間，屬於福特山脈的一部分，由美國研究隊繪入地圖，現時由南極條約體系管理。